# Heibergsgade
Heibergsgade er en gade i Indre By i København, der går fra Peder Skrams Gade til Nyhavn. Den er opkaldt efter opkaldt efter dramatikeren Johan Ludvig Heiberg (1791-1860). Gaden ligger i forlængelse af Harald Landers Gade, der var en del af Heibergsgade indtil 2018. På den vestlige side af den nuværende gade ligger Kunsthal Charlottenborg, mens der på den østlige side ligger traditionelle etageejendomme.

## Historie
Gaden ligger i kvarteret Gammelholm. Det meste af området var indtil 1859 en del af Orlogsværftet, men på området for den nuværende Heibergsgade lå forgængeren for den nuværende Botanisk Have indtil 1872. Efter at værftet og haven var flyttet, blev området bebygget med primært etageejendomme i løbet af 1860'erne og 1870'erne. I den forbindelse blev der anlagt ni nye gader, der overvejende blev opkaldt efter søhelte og teaterpersoner. Heibergsgade blev således i 1869 opkaldt efter dramatikeren Johan Ludvig Heiberg (1791-1860), der havde været chef for Det Kongelige Teater for enden af gaden fra 1849 til 1856. Teatrets nuværende bygning blev opført i 1872-1874 efter tegninger af Vilhelm Dahlerup og Ove Petersen. Bag den lå en magasinbygning, der var forbundet med teatret med en mellembygning over Heibergsgade, der dengang fortsatte til Holmens Kanal. Magasinbygningen og mellembygningen blev erstattet af en ny magasinbygning i 1983-1986, hvilket betød at Heibergsgade blev afkortet til Tordenskjoldsgade.
I september 2017 foreslog Det Kongelige Teater, at Heibergsgade mellem Tordenskjoldsgade og Peder Skrams Gade skulle omdøbes til Harald Landers Gade. Baggrunden var at man ønskede at markere en stor balletfestival i 2018 og at hylde den store balletmester Harald Lander (1905-1971). Navneændringen ville kun berøre indgangen til teatrets balletskole i nr. 7 og Laboratoriet for Gips i nr. 9. De to hjørnebygninger på den modsatte side af gaden ville ikke blive berørt, idet de har adresse til henholdsvis Tordenskjoldsgade og Peder Skrams Gade. Vejnavnenævnet under Københavns Kommune var positive overfor forslaget. Under den efterfølgende høring indkom der en enkelt indsigelse fra Indre By Lokaludvalg, der var principielt imod at ændre navne på dele af gader, idet hyldesten ikke ville fremstå oprigtig. Et nyt navn til en hel gade, for eksempel hele Heibergsgade, kunne nævnet dog ikke gå med til, da det ville få betydning for mange beboere. Derudover var der ikke udsigt til anlæg af nye gader i nærheden, der kunne have fået navnet. På den baggrund fastholdt nævnet forslaget til navneændringen og indstillede det til godkendelse i Teknik- og Miljøudvalget. Udvalget godkendte det ved sit møde 26. februar 2018 med syv stemmer mod fire, hvorefter det nye navn trådte i kraft 27. marts 2018.

## Bebyggelse
Langs den vestlige side af den nuværende Heibergsgade ligger Kunsthal Charlottenborg, tidligere Charlottenborg Udstillingsbygning, der blev opført efter tegninger af Albert Jensen og Ferdinand Meldahl i 1880-1883. Kunstakademiet, der afholdt årlige udstillinger på Charlottenborg ved Kongens Nytorv led af pladsmangel, så for at råde bod på det opførtes den trefløjede bygning. Den toetages bygning blev udført med en stor vestibule i midten og syv sale på første sal foruden en række mindre lokaler på begge etager. Adgang til bygningen sker fra Nyhavn og Kongens Nytorv. Ud mod Heibergsgade ligger der en smal græsplæne med træer, der er afskærmet fra gaden af et hegn. I området mellem udstillingsbygningen og Det Kongelige Teaters bygninger ligger Billedhuggerhaven, der benyttes af Kunstakademiets afdeling for billedhuggerkunst. Billedhuggerhaven er afskærmet fra gaden af en mur. Både Kunsthallen, muren og Billedhuggerhaven blev fredet i 1988.
På den anden side af gaden ligger der traditionelle etageejendomme. I den sydlige ende knækker støder Peder Skrams Gade og Herluf Trolles Gade op til gaden på et punkt, hvor den knækker. På grunden mellem de tre gader opførte murermester Weber ejendommen Heibergsgade 10-12 / Peder Skrams Gade 1 / Herluf Trolles Gade 2 i 1879. Ejendommens kælder, stue og førstesal er kvaderfuget, og flere steder, blandt andet på den korte side mod Heibergsgade, er første, anden og tredje sal fremspringende. På siden mod Heibergsgade vidner teksten "J.C. Hempel's Handelshus og Fabriker A/S" om, at en skibsfarvevirksomhed tidligere havde til huse her. Bygningen tilhører nu andelsboligforeningen Peder Skrams Gård.
Hjørneejendommen Heibergsgade 14 / Herluf Trolles Gade 1 blev opført af murermester Wettenberg i 1879. Bygningen er rigt dekoreret med frontoner og balustrader. Heibergsgade 16 blev opført af snedkermester Holm i 1879. Her er kælder, stue og førstesal også kvaderfuget. På ande, tredje og fjerde sal er vinduerne sandstensindrammede, idet de tre midterste vinduer på anden sal desuden er forsynet med trekantsfrontoner. Hjørneejendommen Heibergsgade 18 / Nyhavn 4 blev opført af murermester N. Petersen i 1877. Den er forsynet med en forhøjning på hjørnet, der giver det et tårnagtigt præg. Fra 1997 til 2013 var bygningen ejet af Det Konservative Folkeparti, der havde hovedkontor her.